# アダサウルス

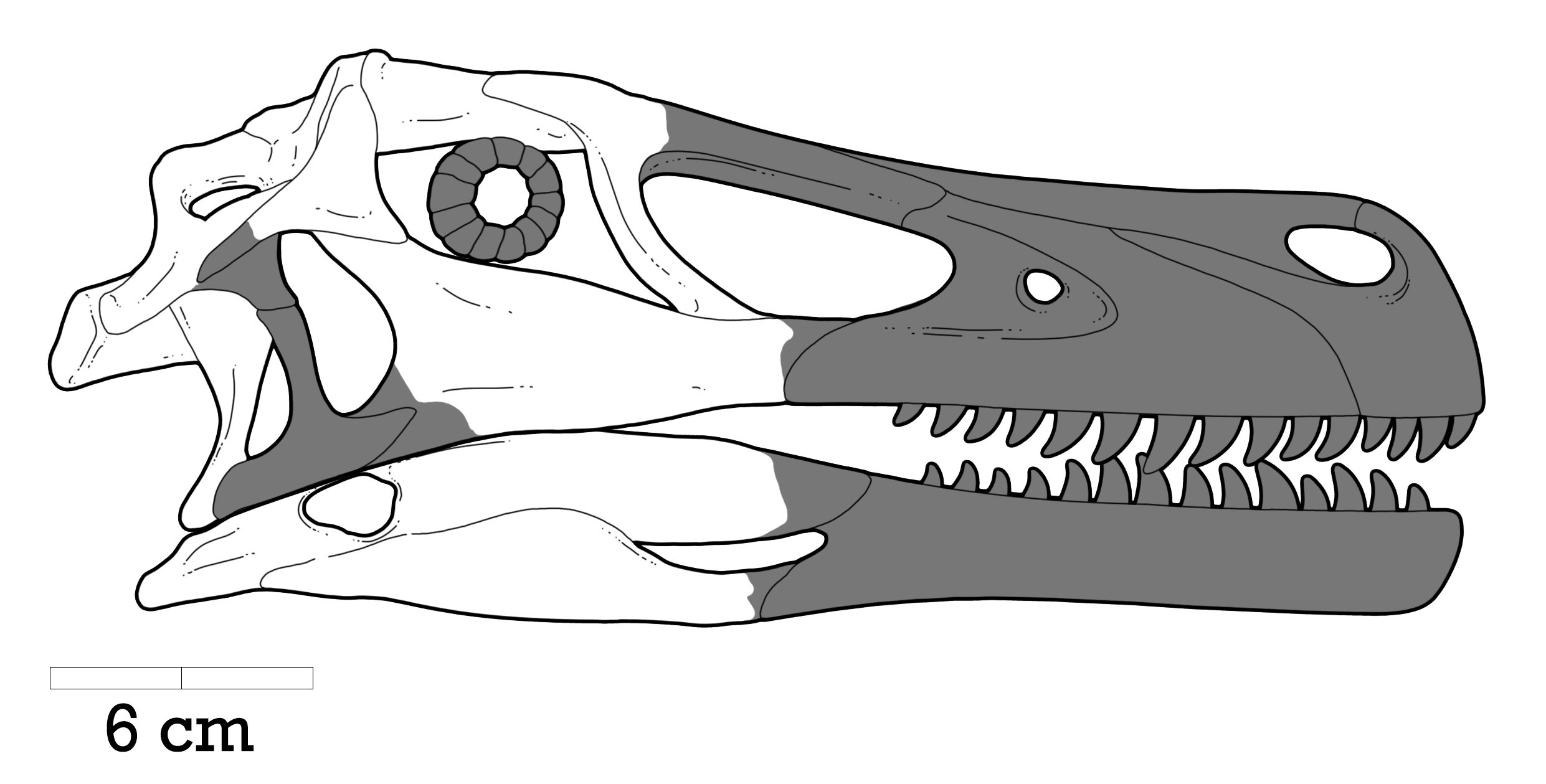
Adasaurus mongoliensis のホロタイプ IGM 100/20

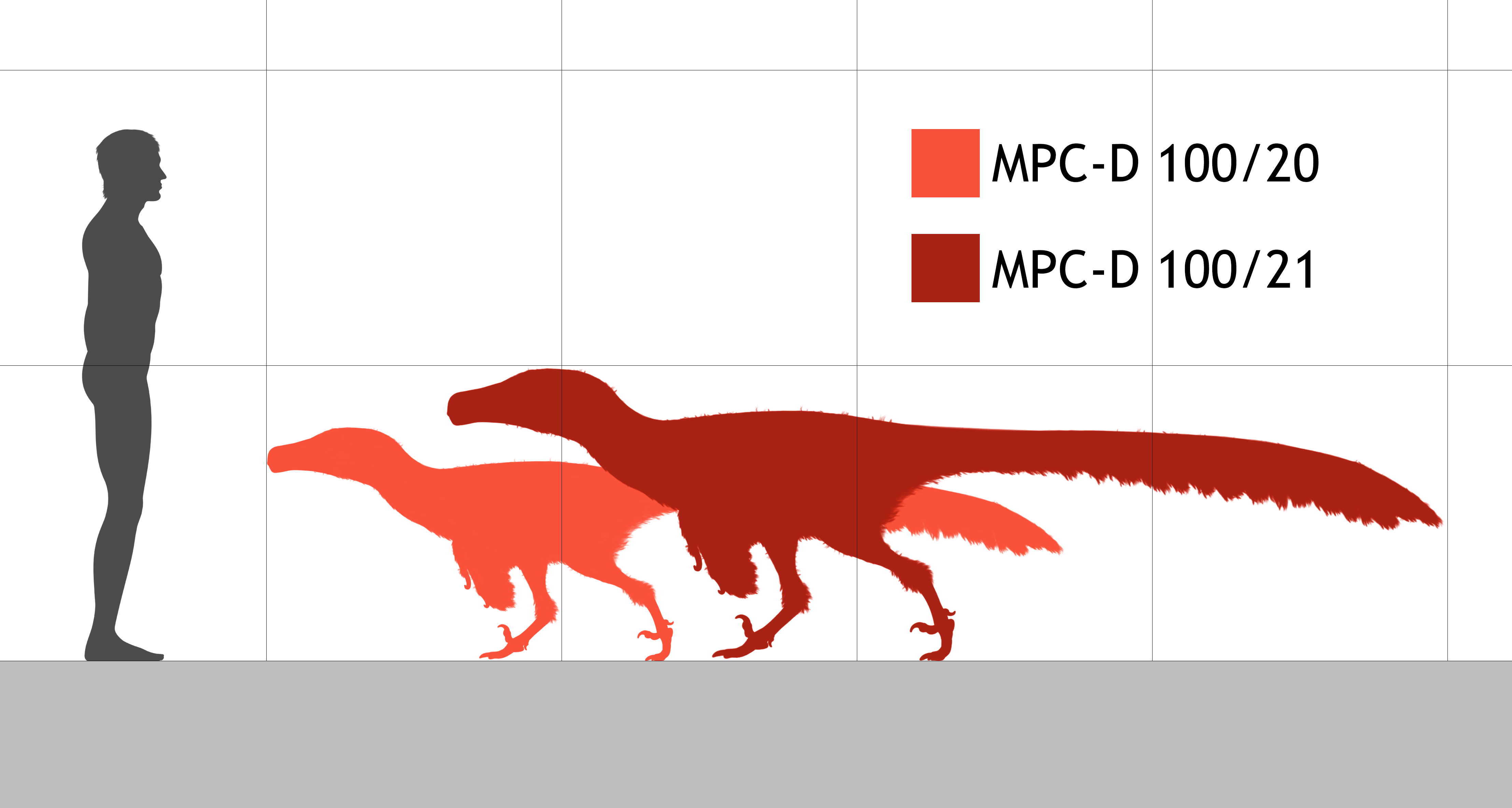
ヒトとの大きさ比較図

アダサウルス（学名：Adasaurus、意：アダのトカゲ）は、中生代白亜紀後期（後期白亜紀）末期のマーストリヒチアン期に、当時のアジア大陸の一角（現在の中央アジア）に生息した恐竜である。竜盤目獣脚亜目ドロマエオサウルス科に分類される。
小型（1.8 mほどと推定される）で二足歩行の肉食動物であり、後肢の第二趾に鎌状の鉤爪を持っていた。属名はモンゴルの神話に登場する悪霊の名である「アダ」と古代ギリシア語で「トカゲ」を意味するsauros から作られている。唯一の種であるA. mongoliensis の種小名は発見国のモンゴルに由来するものである。1983年にモンゴルの古生物学者リンチェン・バルスボルドにより命名・記載された。

## 分類
アダサウルスは現生鳥類に近縁な恐竜のグループであるドロマエオサウルス科に属している。ドロマエオサウルス科には他にデイノニクス、ヴェロキラプトル、ミクロラプトル、ブイトレラプトルなどが含まれている。科内でのアダサウルスの類縁関係はよく分かっていない。伝統的には科の命名元であるドロマエオサウルスや大型のユタラプトルとともにドロマエオサウルス亜科に分類されている。しかし、最近の研究ではヴェロキラプトル亜科である可能性もあるとされている。

## 生息地と地質年代
アダサウルスの2つの標本がモンゴル南部、ゴビ砂漠にあるネメグト層で発見されている。ホロタイプ IGM 100/20 は部分的な頭骨を含む不完全な骨格で、他に尾の後部を除く脊椎、骨盤の3つの骨、肩帯、後肢が含まれている。第二の標本パラタイプIGM 100/51も同じ論文に記載されており、こちらは別の骨格の後肢を含む下半身で構成されている。両標本とも現在はモンゴル、ウランバートルにあるモンゴル地質研究所に収蔵されている。
ネメグト累層の地質年代は正確には分かっていないものの、一般に白亜紀後期マーストリヒト期のものと考えられていて、アダサウルスは7200万年前から6600万年前に生息していたと推定される。この累層からは他にティラノサウルス類のタルボサウルス、オルニトミムス科のアンセリミムス、トロオドン科のザナバザル（Zanabazar）やハドロサウルス類のサウロロフスが発見されている。

## 記載論文
- Barsbold, Rinchen (1983). “Carnivorous dinosaurs from the Cretaceous of Mongolia” (PDF). Transactions of the Joint Soviet-Mongolian Paleontological Expedition 19:  5–119.